# Славяносърбия
Славяносърбия (на руски: Славяносербия) е административна област в Руската империя, съществувала от 1753 до 1764 година върху част от днешните Луганска и Донецка област в Украйна.
Областта е създадена през 1753 година като част от опитите на руското правителство да привлече православни заселници от Балканите по своята югозападна граница с Кримското ханство и Жечпосполита. По това време в Украйна преминават няколко хусарски полка, съставени главно от сърби, но също и от доста румънци, българи, унгарци и други, които дотогава са на служба при Хабсбургите. През 1751 година е създадена областта Нова Сърбия на десния бряг на Днепър, но поради лични конфликти между офицерите в полковете, част от тях отказват да се установят там и малко по-късно са им дадени земи за заселване на изток.
Славяносърбия е разположена на десния бряг на река Северски Донец, между реките Бахмут и Луган, и е пряко подчинена на централното правителство. Дотогава територията е слабо населена, а жителите, главно татари и украинци, са изселени за създаването на новата военна колония. Административно и военно Славяносърбия е разделена на два полка, а те от своя страна на роти, като всяка рота има свое селище - шанец. Център на областта е крепостта Бахмут.
През 1764 година специалният административен статут на Славяносърбия е премахнат. Територията ѝ е включена в новосъздадената Новорусийска губерния, а полковете са преобразувани в Бахмутски хусарски полк.